# 감지은니대방광불화엄경 정원본 권34
감지은니 대방광불화엄경 정원본 권34(紺紙銀泥 大方廣佛華嚴經 貞元本 卷三十四)는 서울특별시 관악구 호림박물관에 있는 고려 충숙왕 복위6년(1337)의 필사본 책이다. 1984년 5월 30일 대한민국의 보물 제751호로 지정되었다.

## 개요
대방광불화엄경은 줄여서 ‘화엄경’이라고 부르기도 하며, 부처와 중생이 둘이 아니라 하나라는 것을 중심사상으로 하고 있다. 화엄종의 근본경전으로 법화경과 함께 한국 불교사상 확립에 중요한 영향을 끼친 경전이다. 
감지은니대방광불화엄경 정원본 권34(紺紙銀泥大方廣佛華嚴經 貞元本 卷三十四)은 당나라의 반야(三臟般若)가 번역한『화엄경』정원본 40권 가운데 권34에 해당한다. 검푸른 빛이 도는 종이에 은색 글씨로 불경의 내용을 옮겨 적은 것으로, 종이를 길게 이어붙여 두루마리 형태로 만들었으며 크기는 세로 30.6cm, 가로 805.7cm이다. 책을 지탱하고 있는 막대기 모양의 축(軸)에는 꽃무늬가 그려져 있으며 금칠이 되어있다. 
금색과 은색의 꽃무늬가 장식된 표지에는 4각의 두 줄 안에 금색으로 제목이 적혀 있고, 제목 아래에는 정원본임을 나타내는 '貞(정)'자가 적혀 있다. 책의 맨 앞에는 불경의 내용을 요약하여 묘사한 변상도(變相圖)가 금색으로 그려져 있다.  
이 화엄경 정원본은 권31과 권34가 전해지고 있는데, 권31에 있는 기록에 의하면 고려 충숙왕 복위 6년(1337) 최안도의 부인 구씨(具氏)가 내세에서의 극락왕생을 기원하여 만들었음을 알 수 있다.

## 참고 자료
- 감지은니대방광불화엄경 정원본 권34 - 국가유산청 국가유산포털